# Ahlbeck
Ahlbeck es un municipio situado en el distrito de Pomerania Occidental-Greifswald, en el estado federado de Mecklemburgo-Pomerania Occidental (Alemania), a una altura de 10 metros. Su población a finales de 2016 era de 600 habs. y su densidad poblacional, 34 hab/km².
Se encuentra cerca de la frontera con Polonia.